# Oddech Biota
Oddech Biota, oddech ataktyczny – określenie stosowane do określenia niemiarowego toru oddechowego. Okresy bezdechów (10–30 sekund) są przerywane zupełnie bezładnym rytmem oddechowym, poszczególne oddechy różnią się częstotliwością i głębokością. Występuje w schorzeniach i urazach ośrodkowego układu nerwowego obejmujących rdzeń przedłużony i znajdujący się w nim ośrodek oddechowy oraz przy zwiększonym ciśnieniu śródczaszkowym i śpiączce polekowej. Jest objawem poważnym i źle rokującym. Stosunkowo często występuje w stanach agonalnych i może przejść w bezdech.